# Atif 'Ubayd
'Atif Muhammad 'Ubayd (in arabo عاطف محمد عبيد‎?; Tanta, 14 aprile 1931 – 12 settembre 2014) è stato un politico egiziano.
È stato il Primo ministro dell'Egitto dall'ottobre 1999 al luglio 2004. Era rappresentante del Partito Nazionale Democratico.